# Pait (Siwalan)
Pait is een bestuurslaag in het regentschap Pekalongan van de provincie Midden-Java, Indonesië. Pait telt 2888 inwoners (volkstelling 2010).